# Stray Dog
Stray Dog är ett hårdrocksband som bildades i Texas 1972 under namnet Aphrodite, och som senare flyttade till London, England där de blev kontrakterade av Emerson, Lake And Palmers skivbolag Manticore Records. Gruppen gav ut två album innan de upplöstes 1975. Albumet "Fasten Your Seatbelts" är en postumt utgiven CD med gamla demos och alternativa tagningar.

## Medlemmar
Senaste medlemmar
- W.G. Snuffy Walden – gitarr, sång (1972–1975)
- Alan Roberts – basgitarr, keyboard, sång (1972–1975)
- Leslie Sampson – trummor (1972–1975)
- Tim Dulaine – gitarr, sång (1974–1975)
- Luis Cabaza – keyboard, sång (1974–1975)

Tidigare medlemmar
- Randy Reader – trummor, sång (1973)

Bidragande musiker
- John "Rabbit" Bundrick – orgel, piano
- Mel Collins – flöjt

## Diskografi
Studioalbum
- 1973 – Stray Dog
- 1974 – While You're Down There
- 1993 – Fasten Your Seatbelts

Livealbum
- 2010 – Live From the Whiskey a Go-Go

Singlar
- 1973 – "Chevrolet" / "You Know"
- 1973 – "Speak of the Devil" / "A Letter"
- 1975 – "Junkyard Angel" / "Worldwinds"

Samlingsalbum
- 1999 – Stray Dog